# Minettia japonica
Minettia japonica är en tvåvingeart som beskrevs av Mitsuhiro Sasakawa 1995. Minettia japonica ingår i släktet Minettia och familjen lövflugor. Inga underarter finns listade i Catalogue of Life.